# S Magazine
S Magazine er et atypisk modemagasin som kombinerer mode med kunst i en ramme af frihed, sex, kreativitet og journalistik.
Magasinet blev stiftet af modefotograf Jens Stoltze med ønske om at skabe et frirum med kreativ frihed til modefotografi. Med en grundlæggende værdi af ingen grænser, har magasinet givet fotografer en mulighed for at afprøve og dokumentere mere personlige fotos. .  S Magazine hylder dekadence og mangfoldighed, mens det stadig anerkender værdien af høj kvalitet og teknisk kunnen i billederne. . Magasinet udkommer to gange om året og er solgt i 48 lande verden over .

## Historie
S Magazine blev skabt i 2004 af  Jens Stoltze fra København. Han ville skabe en publikation med frihed til at skabe kreative og personlige inputs samt have et sofistikeret mix af mode og erotisk fotografi. Størstedelen af fotograferne var fra Danmark og derudover fremviste bladet nye talenter fra udlandet. Som bladet udviklede sig blev flere og flere personer involveret i magasinet og i dag samarbejde S Magazine med respekterede international og nationale fotografer, så som Simon Emmet, David Bellemere, Rankin, Christophe Kutner, Enrique Badulescu, Hiromix, Matthias Vriens-McGrath,   . Ligeledes har diverse kendisser medvirket i bladet som forsidestof eller i interviews. Gennem de 6 år som bladet har eksisteret har blandt andet Juliette Lewis, Paz de la Huerta, Rie Rasmussen, Monique Alexander, Jesse Jane  medvirket i S Magazine .
S Magazine blev udnævnt til at være blandt de ti mest innovative blade i verden af det international magazine symposium Colophon . På dette tidspunkt havde magasinet udgivet 5 issues og var solgt i 40  lande . Selvom bladet har ændret sig gennem hvert nummer, føler personerne bag S Magazine at samle deres produkt omkring det som de mener S i S Magazine står for: sexy, styled, Scandinavian, shameless, straightforward, swashbuckling, seafaring, solidarity, soapy, sweaty and symbolic .

## Kunstgalleri
One Day Gallery er lokaliseret i København og samarbejder med S Magazine. Det grundlæggende koncept for galleriet er at velkomme kreative inputs og at udstille forskellige nationale og internationale kunstnere. Galleriet åbnede i 2009 med udstillingen  "Made in Brazil" af Jens Stoltze, Jan Gleie, Barbara Hvist, Noam Griest i samarbejde med den brazilianske amatørfotograf Rafaela de Campos. Udstillingen fremviste billeder med forbindelser til Brazilienl. Den anden udstilling blev afholdt i april 2010 med titlen  Favorite Works From Selected Issues of S Magazine . Senere samme år udstillede galleriet værker fra en af S Magazines mest benyttede fotografer David Bellemere. udstillingen ved navn LE SOLEIL AU ZENITH, ME SUREXCITE... illustrerede hans historie som blev udgivet i det følgende nummer af S magazine Suspension . Efter de tre udstillinger besluttede holdet bag One Day Gallery at bryde deres sædvanlige rammer og de lavede en udstilling af udvalgte værker fra diverse numre af S Magazine i samarbejde med Normann Copenhagen.. Kun en måned efter udstillede One Day Gallery værker fra den canadiske kunstner Basco5. Udstillingen ved navn Naked Naked Naked omhandlede han personlige rejse gennem livet.